# Рослински параклис
Рослинският параклис (на английски: Rosslyn Chapel) е църква от 15 век в селцето Рослин (съвременно изписване: Roslin), Мидлоудиан, Шотландия. Първоначално е наречен Колежански параклис на Свети Матей (Collegiate Chapel of St. Matthew).

## История
Сградата е проектирана от Уилям Сенклер от рода Сенклер – шотландски благородници, произлизащи от нормански рицари, според легендата свързани с ордена на тамплиерите. Представлява едва малка част от замисления кръстовиден паметник.
Строежът започва през 1440 г. Спрян е през 1484 г. след смъртта на Сенклер, който е погребан в основите на параклиса. Официално е завършен през 1486 г.

## Свещен Граал
Някои изследователи смятат параклиса за възможно място, където е укрит Свещеният Граал. Това е споменато и в романа „Шифърът на Леонардо“ на Дан Браун.
Напоследък се правят проучвания от ентусиазирани последователи на легендата за Граала. С помощта на скенери, рентгенови снимки и ултразвук те се опитват веднъж завинаги да открият истината за този мит.